# Le Manoir du Dr Genius
 (octobre 2010).
Si vous disposez d'ouvrages ou d'articles de référence ou si vous connaissez des sites web de qualité traitant du thème abordé ici, merci de compléter l'article en donnant les références utiles à sa vérifiabilité et en les liant à la section « Notes et références ».
Le Manoir du Dr Genius est un jeu vidéo d'aventure développé et commercialisé par la société Loriciels en 1983. C'est un des premiers jeux écrits pour l'Oric 1 en France. Cette primeur permet de comprendre pourquoi il est écrit entièrement en BASIC.
Dans la forme, c'est un jeu d'aventure typique des années 80, utilisant le mode graphique haute résolution pour dessiner les images statiques illustratrices de l'endroit où vous vous trouvez, tandis que les trois lignes de mode texte en bas de l'écran sont occupées par l'analyseur de commandes qui permet d'agir sur le jeu, en tapant des commandes comme "N", "S", "E", "O" ou "PRENDRE LAMPE". Cette manière de fonctionner, qui sera reprise par la suite par les fictions interactives, est directement inspirée de ce qui se faisait à l'époque sur l'Apple IIe, la référence en la matière avec des jeux comme Masquerade.
Son code source est ouvert (mais pas libre) et a permis a de nombreux passionnés de visiter les arcanes du jeu.
Le jeu a été porté sur l'ordinateur Sinclair ZX Spectrum.
Une suite est sortie en 1984, toujours chez Loriciels, sous le nom de Le Retour du Dr Genius.
Loriciels sort d'autres jeux utilisant le même principe comme Le Mystère de Kikekankoi en 1983, ou Le Diamant de l’île maudite en 1984.
Les auteurs sont Laurent Benes et Karine Le Pors.